# Lecture cathare de l'Évangile de Saint-Jean
Les cathares du XIIe siècle ont pour fondements de leur foi l'Évangile de Jean, plus "ésotérique" que les autres, et sa lecture sur l'Esprit saint, apportant le salut de l'âme dans un monde dominé par la matière et le mal.
Beaucoup de passages sont naturellement dualistes. Il en est d'autres que les cathares ont interprété de façon plus ou moins contestable, mais toujours significative. La différence entre l'hérésie et l'orthodoxie tient souvent à une nuance sémantique, parfois même à la seule place de la césure dans un verset.
La totalité du présent article (à l'exception des notes) est tirée du chapitre "L'Évangile selon Saint-Jean" d'un livre de René Nelli :
René Nelli, La philosophie du catharisme : Le dualisme radical au XIIIe siècle, Paris, Payot, coll. « Le regard de l'histoire », 1975, 204 p. (ISBN 2-228-27220-5), chap. 1 (« La lecture cathare de l'Évangile selon Saint-Jean »), p. 15-27.

## La double création
L'Évangile commence comme suit :
- Au commencement était le Verbe (1,1) (...) Tout fut par lui et sans lui rien ne fut (1,3)

Les cathares interprétaient ce verset ainsi :
- Tout fut par lui et sans lui fut créé le Néant

En interprétant Néant comme un ensemble réel de choses négatives, le Mal. Et non pas comme une simple négation.
- Ce qui fut en lui était la vie et la vie était la lumière des hommes (1,4)

L'interprétation habituelle est :
- Tout ce qui a été fait était en lui la vie ou plus synthétiquement De tout être, il était la vie.

Les cathares l'interprétaient ainsi :
- (Seul) ce qui fut en lui était la vie

Autrement dit, il y a des choses qui n'ont pas été créées par Dieu.

## Opposition Lumière-Ténèbres
Cet antagonisme souvent présent dans cet Évangile ne correspond pas forcément à un dualisme métaphysique, mais il a contribué à raffermir les cathares dans leur foi en les deux Principes :
- Moi <Jésus>, je suis la lumière du monde. Qui me suit ne marchera pas dans les ténèbres, mais aura la lumière de la vie (8,12).

## Le monde temporel et l'Éternité
Les parfaits cathares avaient bien conscience de ne plus appartenir au monde satanique et, par voie de conséquence, la ferme volonté de se retrancher de lui.
- Mon royaume n'est pas de ce monde dit Jésus à Pilate (18,36)
- Moi, il <le monde> me hait parce que je <Jésus> témoigne que ses œuvres sont mauvaises (7,7)
- Ce qui est né de la chair est chair, ce qui est né de l'esprit est esprit (3,6)
- Dieu est esprit et ceux qui adorent <(Dieu)>, c'est en esprit et en vérité qu'ils doivent adorer  (4,24) [d]

## Les âmes, les brebis perdues
Les cathares pensaient que les brebis perdues dont parle le Christ, ce sont les âmes. Jésus est venu sur la terre pour montrer par son exemple et son enseignement comment elles peuvent gagner l'éternité.

Le salut vient de l'amour. L'amour qui doit unir les hommes entre eux est le même que celui que Dieu a eu pour les hommes.
- Je vous donne un commandement nouveau : vous aimer les uns les autres comme je vous ai aimés (13,34-35)

L'amour est le gage de la totale union mystique avec Dieu.
- Comme toi, Père, tu es en moi et moi en toi, qu'eux aussi soient en nous (17,21)

## La charité, le vrai pain de vie
Comme la matière relève du monde mauvais selon eux, les cathares ne croyaient pas à la Transsubstantiation, c'est-à-dire la transformation du pain et du vin en Corps et Sang du Christ lors de l'Eucharistie. D'ailleurs dans l'Évangile de Jean, on ne trouve pas de parole de Jésus en ce sens, mais au contraire l'évocation d'un vrai pain de vie :
- Le pain de Dieu, c'est celui qui descend du ciel et donne la vie au monde (6,33)

Cependant, les cathares rompaient le pain et le mangeaient en souvenir du dernier repas de Jésus lors de la Cène.

## l'Esprit
Pour les cathares, c'est l'esprit qui sauve et non pas tellement la connaissance, comme le pensent les gnostiques.
- Dieu est esprit et ceux qui adorent <Dieu>, c'est en esprit et en vérité qu'ils doivent adorer (4,24)

Et les cathares trouvent dans cet Évangile une confirmation de leurs théories de réincarnation. 
- En vérité, en vérité, je te le dis, à moins de naître de nouveau, nul ne peut voir le Royaume de Dieu (3,3)

## la Grâce
Les dualistes absolus ne croyaient pas au libre-arbitre : Dieu seul peut libérer l'homme du mal :
- Hors de moi <Jésus>, vous ne pouvez rien faire (15,5)

## Le Diable
Le Diable apparait souvent dans l'Évangile de Jean, non pas comme un créateur, mais comme le prince de ce monde. Les pêcheurs sont spirituellement parlant les fils du Diable.
- Vous <le peuple> êtes du diable votre père et ce sont les désirs de votre père que vous voulez accomplir. Il était homicide dès le commencement et n'était pas établi dans la vérité parce qu'il n'y a pas de vérité en lui : quand il profère le mensonge, il parle de son propre fonds parce qu'il est menteur et père du mensonge (8,44)

## La fin des Temps
À la fin des temps, le Diable sera vaincu :
- C'est maintenant le jugement de ce monde ; maintenant le Prince de ce monde va être jeté bas ; et moi <Jésus>, une fois élevé de terre, je les attirerai tous à moi (12,31-32)